# ستبرنوک نوک‌شیاری
ستبرنوک نوک‌شیاری (نام علمی: Crotophaga sulcirostris) نام یک گونه از سرده ستبرنوک است.